# Novîi Bîkiv, Bobrovîțea
Novîi Bîkiv (în ucraineană Новий Биків) este localitatea de reședință a comunei Novîi Bîkiv din raionul Bobrovîțea, regiunea Cernihiv, Ucraina.

## Demografie
Componența lingvistică a localității Novîi Bîkiv
     Ucraineană (97,73%)
     Rusă (1,83%)
     Alte limbi (0,45%)
Conform recensământului din 2001, majoritatea populației localității Novîi Bîkiv era vorbitoare de ucraineană (97,73%), existând în minoritate și vorbitori de rusă (1,83%).